# Pierluigi Marzorati
Pierluigi "Pierlo" Marzorati (* 12. září 1952, Figino Serenza) je bývalý italský basketbalista. Hrával na pozici rozehrávače. S italskou reprezentací získal stříbrnou medaili na olympijských hrách v Moskvě roku 1980 a vyhrál mistrovství Evropy v roce 1983. Z mistrovství Evropy má i tři bronzy (1971, 1975, 1985). S italským klubem Pallacanestro Cantù (v němž drží rekord v délce působení, hrál zde v letech 1969–1991) dvakrát vyhrál Pohár mistrů evropských zemí (1982, 1983), čtyřikrát Pohár vítězů pohárů (1977, 1978, 1979, 1981) a stejně tak čtyřikrát Koračův pohár (1973, 1974, 1975, 1991). V roce 1976 byl vyhlášen nejlepším basketbalistou Evropy v anketě Mr. Europa. V roce 1991 byl zařazen mezi 50 největších hráčů historie basketbalu organizovaného Mezinárodní basketbalovou federací (tedy mimo NBA). Roku 2007 byl uveden do Síně slávy Mezinárodní basketbalové federace, jako první Ital v historii.